# Weha
Weha  war ein lokaler Würdenträger im Alten Ägypten zur Zeit der 6. Dynastie. Er trug die Titel Bürgermeister (haty-a), Herrscher der Domäne (heqa hut) und einziger Freund (semer-waty).
Weha ist von seinem Felsengrab in Deir el-Gebrawi (moderne Nummer S14) bekannt. Sein kleines Grab besteht aus einer Kapelle und hat einen Schacht, der in eine unterirdische Grabkammer führt. In der oberirdischen, in den Fels gehauenen Grabkapelle finden sich sechs in die Wände gehauene Galerien, die wahrscheinlich später entstanden sind und jeweils eine Bestattung aufnehmen sollten. In der Grabkapelle befindet sich auch eine Darstellung, die zweimal Weha zeigt. Er sitzt einmal vor einem Opfertisch und steht auf der anderen Seite. Die Beschriftungen nennen seine Titel und seinen Namen.